# البرز (قم)
البرز، روستایی در دهستان قمرود از توابع بخش مرکزی شهرستان قم در استان قم ایران است.
بر اساس سرشماری عمومی نفوس و مسکن (۱۳۹۵)، این روستا خالی از سکنه بوده است.